# Hoheneich
Hoheneich là một thị trấn ở huyện Gmünd trong bang Niederösterreich, ở nước Áo. Đô thị này có diện tích 15,59 km², dân số năm 2001 là 1552 người.